# NGC 1376
NGC 1376 (również PGC 13352) – galaktyka spiralna (Sc), znajdująca się w gwiazdozbiorze Erydanu. Odkrył ją William Herschel 28 stycznia 1785 roku.
W galaktyce tej zaobserwowano trzy supernowe: SN 1999go, SN 2003lo i SN 2011dx.